# 荒木誠之
荒木 誠之（あらき せいし、1924年10月12日 - 2015年11月12日）は、日本の法学者。位階は従三位。
九州大学名誉教授。社会保障法学専攻。
熊本県生まれ。九州帝国大学法文学部法学科卒。1961年「労働者災害補償法の研究」で九州大学法学博士。熊本大学法文学部講師、助教授、九大法学部助教授、教授。1988年定年退官、名誉教授、姫路獨協大学教授。1995年熊本学園大学教授。2001年退職。

## 著書
- 『日本の社会保障』同文館出版 1966
- 『社会保障法』ミネルヴァ書房 法律学全書 1970
- 『現代の社会保障』同文館出版 1972
- 『労災補償法の研究 法理と制度の展開』総合労働研究所 1981
- 『労働条件法理の形成』法律文化社 社会法研究シリーズ 1981
- 『社会保障の法的構造』有斐閣 1983
- 『社会保障法読本』有斐閣選書 1983
- 『生活保障法理の展開』法律文化社 1999

### 共編著
- 『現代社会福祉の課題』古賀昭典共編著 法律文化社 社会法研究シリーズ 1975
- 『社会保障法』編 青林書院新社 1978
- 『社会保障法 判例研究』林迪広共編 法律文化社 1979
- 『労働法』窪田隼人共編 同文館出版 基本判例双書 1980
- 『社会保障法』編 青林書院 1988
- 『生活保障論 テキストブック』編 法律文化社 1996

### 翻訳
- B.E.シェンフィールド『老齢者のための社会保障』小久保正之, 古賀昭典共訳 東洋経済新報社 1959

### 記念論文集
- 『現代の生存権 法理と制度 荒木誠之先生還暦祝賀論文集』法律文化社 1986

## 論文
- ＜荒木誠之